# Home (клавиша)

Клавиша среди других клавиш

Home — навигационная клавиша клавиатуры, предназначенная, в зависимости от режима работы, для перехода к началу строки или началу документа.

## Windows
В современных программах Windows для редактирования текста Home используется для возврата курсора в начало строки. Когда текст не доступен для редактирования, Home возвращает курсор в начало документа, это же можно сделать и при редактировании текста, нажав Home вместе с Ctrl.
Также при нажатии Home с ⇧ Shift на той строке, где стоит курсор, будут выбраны все символы.

## macOS
Клавиша Home есть только на полноразмерных клавиатурах Apple. В большинстве приложений macOS Home работает так же, как и на Windows. Когда клавиша зажата, окно прокручивается вверх, но положение курсора не меняется, то есть клавиша Home привязана к текущему окну, а не к редактируемому текстовому полю. На клавиатурах Apple, где нет клавиши Home, её можно заменить с помощью Fn+←. Чтобы получить тот же результат, как и на Windows (при нажатие Home переместиться на начало строки), нужно зажать ⌘ Command+←.

## Linux
В Linux функционал клавиши Home такой же, как и на Windows, она возвращает курсор в начало строки или прокручивает вверх до начала документа, не меняя положения курсора. Так же как и на Windows, при зажатии Home+⇧ Shift на строке, где стоит курсор, будут выбраны все символы.

## Приложения без графического интерфейса
В более старых ориентированных на экран текстовых (не GUI) приложениях пользователь часто обращался к желаемому «экрану» через серию экранов, меню с пронумерованными опциями. Клавиша Home переводит пользователя в «верхний» экран меню.